# Anastasia Urbaniak
Anastasia Urbaniak, née le 5 octobre 2000, est une nageuse française.

## Carrière
Anastasia Urbaniak remporte la médaille d'or du 100 mètres quatre nages aux Championnats de France de natation en petit bassin 2019 à Angers ainsi qu'aux Championnats de France de natation en petit bassin 2022 à Chartres.
Elle participe à l'émission Ninja Warrior : Le Parcours des héros du 14 juillet 2023 et est éliminée en demi-finale.